# Charger (groupe)
Charger est un groupe anglais de nu metal, originaire de Stoke-on-Trent.

## Histoire
Le groupe se forme en 1995 et est d'abord composé du chanteur Tim Machin, des guitaristes Jim Palmer et Jay Woodroffe, du bassiste Jez Leslie et du batteur Paul Sanderson. Une première démo Howlin' Ass vient en 1998, elle est distribuée lors de des concerts avec des groupes comme Iron Monkey. Début 1999, le groupe fait ses débuts nationaux avec la chanson Black Acid Rape sur la compilation Helping You Back to Work Vol.II. Après une tournée avec Raging Speedhorn sponsorisée par le magazine Kerrang!, un premier EP Fuzzbastard est enregistré. L'enregistrement a lieu pendant 12 heures aux Backstage Studios dans le Derbyshire avec le producteur Dave Chang. En janvier 1999, le groupe signe un accord avec Undergroove Recordings pour le sortir. Cela est suivi par une autre tournée, à nouveau sponsorisée par Kerrang, avec Raging Speedhorn et Vex Red, et des concerts avec One Minute Silence, Napalm Death, Defenestration et Brutal Deluxe.
En 2000, la production commence pour le premier album The Foul Year of Our Lord ; le titre est emprunté à Las Vegas Parano de Hunter S. Thompson. Après une tournée avec Raging Speedhorn et Tribute to Nothing en mars 2000, sponsorisée par Metal Hammer, l'album sort en novembre. Le disque est de nouveau produit par Dave Chang, avec Mitch Harris aux chœurs. En juin 2001, Leslie quitte le groupe. Lors de la tournée avec Rabies Caste, qui commence le lendemain, le groupe se passe d'un bassiste avant que Tom O'Brien, originaire de Liverpool, ne le remplace en août. Cela est suivi par des concerts avec Amen et Vex Red. En 2002, la compilation Fuzzbastard paraît, il contient l'EP du même nom, des enregistrements live et des chansons inédites.
Après être apparu au Morrowfest, un hommage à l'ancien leader d'Iron Monkey Jonny Morrow mort prématurément, l'album produit par Billy Anderson Confessions of a Man (Mad Enough to Live Amongst Beasts) paraît en avril 2003. Une tournée de cinq semaines en Europe avec Today Is the Day suit en mai et juin. Il fait aussi une courte tournée au Royaume-Uni avec Taint et Khang. En novembre et décembre, le groupe joue au Royaume-Uni avec My Ruin et Murder One. Auparavant, l'ancien éditeur de Terrorizer Martin Ives rejoint le groupe en tant que nouveau chanteur. De plus, des concerts ont lieu avec Morbid Angel, Napalm Death, Cathedral et Orange Goblin. En 2005, le groupe se produit au Damnation Festival. Paraissent un split avec Birds of Paradise sur le label Calculated Risk Records d'Ives, et un autre avec Black Eye Riot chez Calculon Records, qui est annoncée en même temps que quatre concerts avec Black Eye Riot et Lazarus Blackstar. En 2007, l'album Spill Your Guts sort. Le groupe part ensuite en tournée avec le nouveau guitariste Danny Unett depuis que Jim Palmer est parti au début de l'année. En 2008, Ives quitte le groupe, les autres membres reprennent le chant avant que le groupe fasse sa quatrième participation au Hevy Music Festival. Le 24 octobre 2009, le groupe est à nouveau représenté au Damnation Festival. Le 1er avril 2012, le groupe annonce sa rupture sur Facebook. Les raisons sont familiales et financières ainsi qu'un manque de motivation des membres. Une apparition prévue au Morrowfest est annulée.

## Discographie
- 1998 : Howlin’ Ass (démo, autopublication)
- 1999 : Fuzzbastard (EP, Undergroove Recordings)
- 2000 : The Foul Year of Our Lord (album, Undergroove Recordings)
- 2002 : Fuzzbastard (compilation, Undergroove Recordings)
- 2003 : Confessions of a Man (Mad Enough to Live Among Beasts) (album, Peaceville Records)
- 2005 : Charger / Black Eye Riot (split avec Black Eye Riot, Calculon Records)
- 2005 : Charger / Birds of Paradise (split avec Birds of Paradise, Calculated Risk Records)
- 2007 : Spill Your Guts (album, Undergroove Recordings)
- 2009 : Disgust at the Status Quo (EP, Future Noise Recordings)

## Source de la traduction
- (de) Cet article est partiellement ou en totalité issu de l’article de Wikipédia en allemand intitulé « Charger (Band) » (voir la liste des auteurs).